# Yksel Osmanovski
Yksel Osmanovski (* 24. Februar 1977 in Skrävlinge, Schweden) ist ein ehemaliger schwedischer Fußballspieler türkisch-mazedonischer Abstammung.

## Laufbahn
Osmanovski wuchs wie Zlatan Ibrahimović in Rosengård auf. Als Kind spielte er bei Malmö BI und IFK Malmö, ehe er als Zehnjähriger 1987 in die Jugend von Malmö FF wechselte. Für den Verein debütierte er 1995 in der Allsvenskan. 
1998 ging er nach Italien zu AS Bari. Nach drei Spielzeiten wechselte er 2001 zum FC Turin, konnte sich jedoch nicht durchsetzen und wurde in der Winterpause für die Rückrunde an Girondins Bordeaux ausgeliehen. Im Sommer kehrte er zurück und kam in der folgenden Spielzeit auf 13 Einsätze. Nach Ablauf des Vertrages war er ab der Sommerpause ein halbes Jahr ohne Verein. Zur Saison 2004 kehrte er nach Schweden zurück und unterschrieb bei Malmö FF. Sein bis 2007 laufender Vertrag wurde nicht verlängert, so dass er vereinslos wurde.
Osmanovski hat 19 Spiele für die schwedische U21-Auswahl bestritten. Seit seinem Debüt am 27. Mai 1999 gegen Jamaika hat er für die A-Nationalmannschaft 15 Länderspiele absolviert. Zum Zeitpunkt seines Debüts war er der erste Muslim in der Schwedischen A-Nationalmannschaft. Er stand bei der Europameisterschaft 2000 im Aufgebot.
Im Jahr 2000 bezeichnete Zlatan Ibrahimović den vier Jahre älteren Osmanovski als sein Vorbild in der Jugend.
Im Februar 2008 gab Osmanovski überraschend sein Karriereende bekannt.